# キラント教

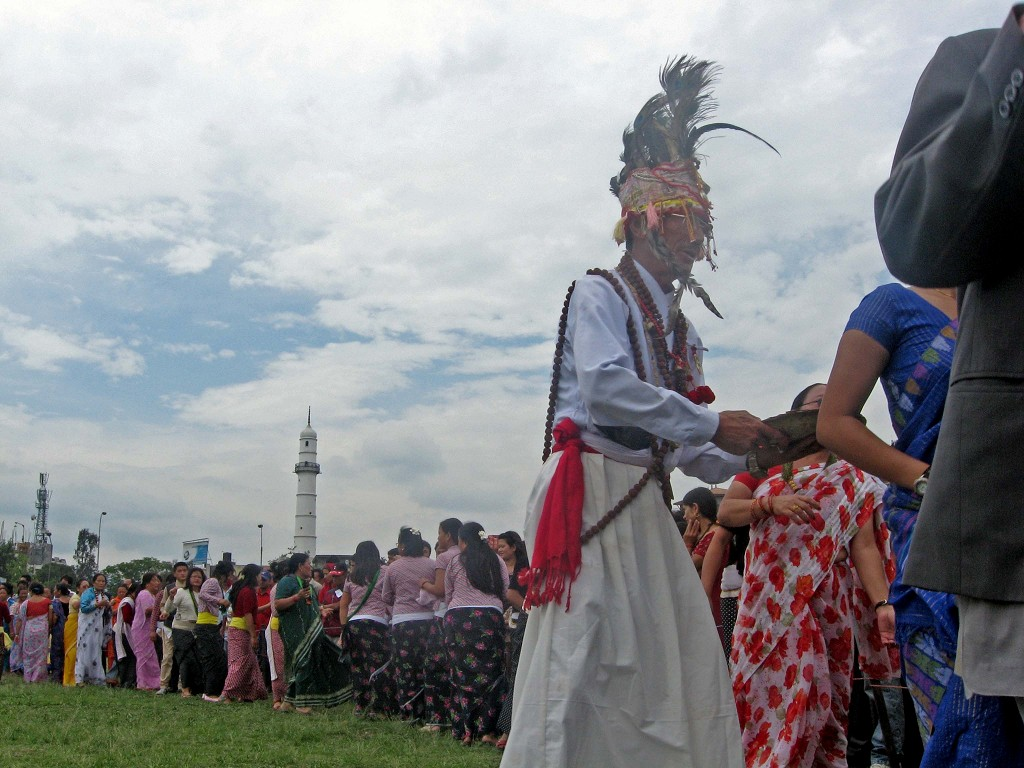
キラント教の神官「ナクチョン」

キラント教（きらんときょう　Kirant Mundhum、Kirat Mundhum）は「ムンドゥム教」ともいわれる宗教。ネパールの民族、キラント諸族（キラット諸族ともいう。リンブー族、ライ族、スヌワール族、ヤッカ族など）の信仰である。その習慣は「キラット・ヴェーダ」として知られている。

## 概要
トム・ウッドハッチらの学者に寄れば、アニミズム（祖先崇拝）、ヒンズー教、そして仏教が習合したものだという。ネパールの人口の3.6%に信仰されている。ネパールの国勢調査で宗教として認識されるまで、キラットの人々の36%がキラント教徒だったが、ひとたび認識されると、その率は73.9%まで上昇した。
キラットの信仰にはシャーマニズムの要素があり、その儀式の大部分は母なる自然と祖先の崇拝につながっている。儀式は「ナクチョン」と呼ばれる神官が行う。